# آدم توماس
آدم توماس (بالإنجليزية: Adam Thomas)‏ (1 أبريل 1992 هاميلتون نيوزيلندا - ) هو لاعب كرة قدم نيوزلندي يلعب كلاعب وسط، شارك في الألعاب الأولمبية الصيفية 2012.

## الروابط الخارجية
- آدم توماس على موقع الاتحاد الدولي (مؤرشف)  (الإنجليزية)
- آدم توماس على موقع قاعدة بيانات كرة القدم.إي يو (الإنجليزية)
- آدم توماس على موقع Soccerway.com (الإنجليزية)
- آدم توماس على موقع أوليمبيديا (الإنجليزية)
- آدم توماس على موقع اللجنة الأولمبية النيوزيلندية (الإنجليزية)